# Lonchorhina fernandezi
Lonchorhina fernandezi är en däggdjursart som beskrevs av Ochoa och Carlos Ibanez 1982. Lonchorhina fernandezi ingår i släktet Lonchorhina och familjen bladnäsor. IUCN kategoriserar arten globalt som starkt hotad. Inga underarter finns listade i Catalogue of Life.
Denna fladdermus förekommer i Venezuela i Amazonområdet söder om floden Orinoco. Den lever i galleriskogar i savanner. Individerna vilar i grottor, i tunnlar och under överhängande klippor. Där bildar de stora kolonier. Födan utgörs främst av insekter.